# 睁开双眼 (歌曲)
〈睁开双眼〉是美国歌手兼作词人泰勒·斯威夫特的歌曲，收錄於2012年電影《飢餓遊戲》的原聲帶中，而该歌曲本身并未包含在电影中。它由斯威夫特和内森·查普曼制作，作爲专辑的第二张单曲发行，並于2012年3月27日发送到电台。2012年5月，Vevo发行了包含动画的歌词视频 。
歌曲的重錄版本《睁开双眼(泰勒絲全新版)》於2023年3月17日隨另外兩首重錄歌曲《安然無恙(泰勒絲全新版)》、《如果這是一部電影 (泰勒絲全新版)》和一首全新歌曲《All of the Girls You Loved Before》一併發布。

## 背景
这首歌是泰勒絲为电影《饥饿游戏》而录制的两首歌之一，另一首是〈安然無恙〉。泰勒絲在她《愛的告白世界巡迴演唱會》奧克蘭場次演出时首次表演了这首歌。她向观众说起这首歌：「我真的很兴奋......但是，我的意思是，你不认为我现在玩的话会有麻烦吗？也许不会，对吧？」这首歌是在2012年3月20日正式发行日之前被泄露。2012年5月17日，在泰勒絲的Vevo帐户上发布了包含歌词音乐的音乐视频，该视频包含带有歌曲歌词的动画。  

## 詞曲
〈睁开双眼〉是一首长度为4分4秒的歌曲。评论家认为这首歌让人想起了另类摇滚。根据泰勒絲的说法，她写的这首歌是关于凯妮丝与都城的 「关系」。泰勒絲将这首歌描述为与忧郁的〈安然無恙〉相反，称它更加疯狂和快节奏，是一种完全不同的音乐色调。

## 批評
这首歌获得了当代评论家的普遍好评，大多数评论家都青睐地指出：与她之前的作品相比，这首歌的基调更偏向于摇滚。在评论《饥饿游戏電影原聲帶》，Matt Bjorke将 歌曲评为唱片中的「佼佼者」之一。《告示板》的Jason Lipshutz也发现了对这首歌的同样描述：他说这首歌 「比起她惯用的乡村流行乐作品，更多的是以现代摇滚脉络存在」。 

## 獎項及提名
| 年份 | 機構         | 獎項                             | 參見  |
| ---- | ------------ | -------------------------------- | ----- |
| 2012 | 青少年选择奖 | Choice Single by a Female Artist | [ 3 ] |

## 音樂視頻
2012年5月17日，泰勒絲的YouTube频道发布了这首歌的视频。截至2020年7月，该视频的点击率超过1727万次。

## 榜單表現
这首歌曲以热门歌曲首发榜第19名的身份进入Billboard Hot 100，首周销量为17.6万。〈睜開雙眼〉在Billboard流行歌曲榜上的首发排名为第28位，成为泰勒絲在流行歌曲榜上的最高首发，后来被首发排名为第18位的〈絕對絕對分定了〉所超越。这首歌后来在截至2012年4月28日的一周内，在上述榜单中排名第20位。这首歌也在Billboard成人流行歌曲榜上以第24名的成绩登场，并在2012年5月12日结束的一周内达到第11名。这首歌成为斯威夫特的第16首百万销量歌曲，也是她在《饥饿游戏》原声带中的第二首百万销量歌曲。截至2017年11月，这首歌在美国的销量为140万张。
在美国以外，〈睜開雙眼〉亦取得了一定的成功。在加拿大，这首歌进入了加拿大热歌榜，并在截至2012年4月7日的一周内排名第17位。在澳大利亚，这首歌在截至2012年3月26日的一周内，在澳大利亚单曲榜上排名第47位。在新西兰，这首歌在排名第六，成为斯威夫特继〈愛的故事〉和〈天生一對〉之后的第三首十大热门歌曲。〈睜開雙眼〉在爱尔兰和英国也有榜单，分别以第65名和第70名的成绩登顶。

## 发行历史
| 国家 | 日期          | 格式     | 标签              |
| ---- | ------------- | -------- | ----------------- |
| 美国 | 2012年3月27日 | 主流广播 | 大機器 聯眾 [ 1 ] |